# Mörderinnen von Nagyrév
Die Mörderinnen von Nagyrév waren eine Gruppe von Frauen, die in den Jahren 1914 bis 1929 in der ungarischen Gemeinde Nagyrév mehrere dutzende, vielleicht auch hunderte Menschen, zumeist Männer, durch Gift umbrachten. Mit den Vorgängen beschäftigen sich die Filme The Angelmakers (2006) und Hukkle (2002) sowie das Hörspiel Kyllroth. Tödliche Heimkehr 1917 (2025).